# Ogle County

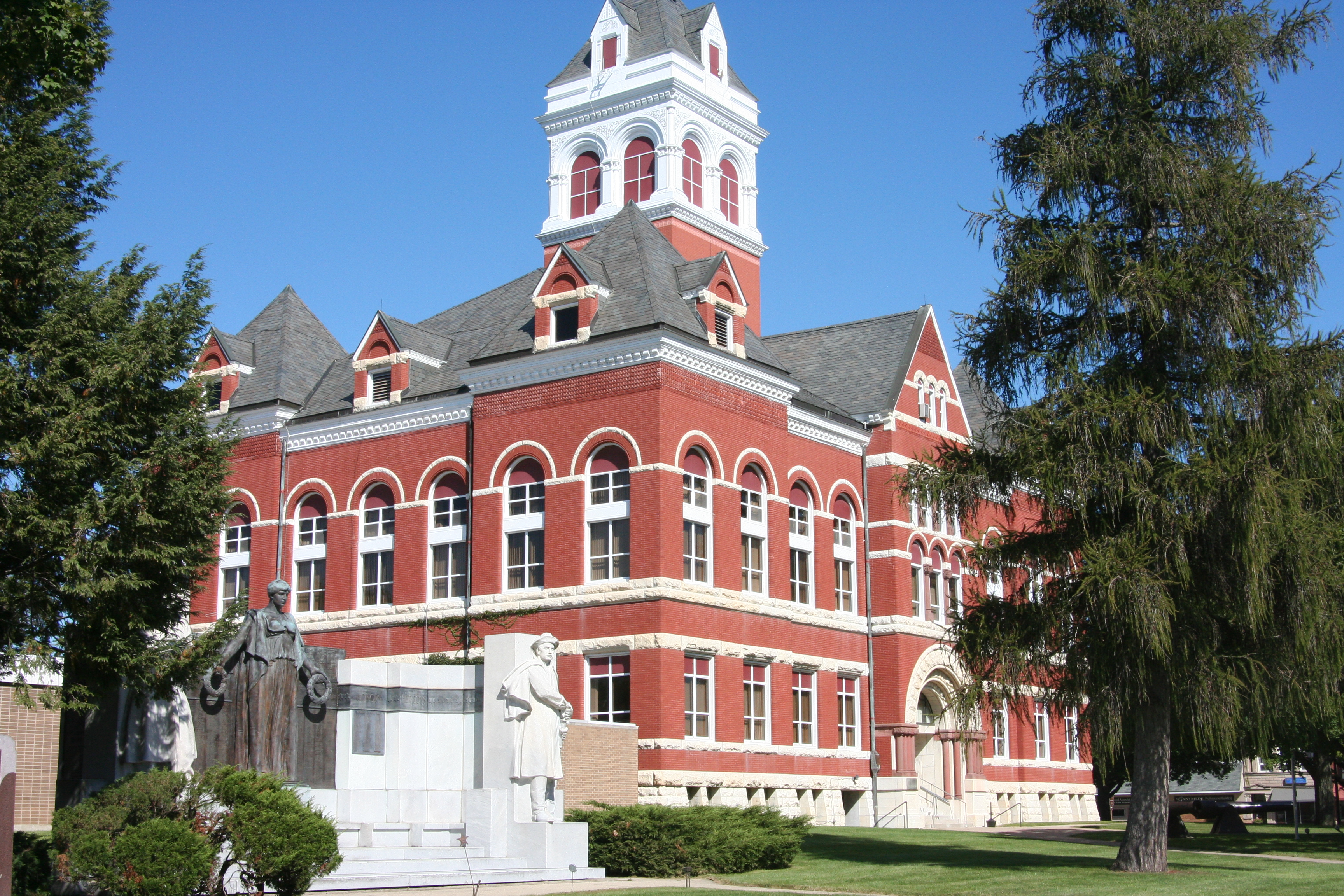
Courthouse

Ogle County is een county in de Amerikaanse staat Illinois.
De county heeft een landoppervlakte van 1.965 km² en telt 51.032 inwoners (volkstelling 2000). De hoofdplaats is Oregon.